# Notiphila lineata
Notiphila lineata är en tvåvingeart som beskrevs av Giordani Soika 1956. Notiphila lineata ingår i släktet Notiphila och familjen vattenflugor. Inga underarter finns listade i Catalogue of Life.